# Willie Bauld
William « Willie » Russell Logan Bauld (né le 24 janvier 1928 à Newcraighall (en) (quartier d'Édimbourg) en Écosse et mort le 11 mars 1977) était un footballeur écossais. Il fait partie du Scottish Football Hall of Fame, depuis 2007, lors de la quatrième session d'intronisation.

## Biographie
Il commence sa carrière junior dans le club de Newtongrange Star en 1946 puis au Musselburgh Athletic.
Il rejoint ensuite Heart of Midlothian FC et est immédiatement prêté à Edinburgh City. Après son retour, il fait forte impression en inscrivant un triplé à ses débuts en équipe première. Avec ses coéquipiers Alfie Conn et Jimmy Wardhaugh, ils sont appelés le Terrible Trio. Il aide Hearts à remporter la coupe écossaise en 1955-56, le championnat en 1957-58 et 1959-60, ainsi que la coupe de la ligue en 1955 et 1959.
Bauld joue trois fois pour l'Écosse en 1950, et inscrit 2 buts.

## Palmarès
Heart of Midlothian FC
- Champion du Championnat d'Écosse de football (2) :
  - 1958 & 1960.
- Vice-champion du Championnat d'Écosse de football (3) :
  - 1954, 1957 & 1959.
- Meilleur buteur du Championnat d'Écosse de football (2) :
  - 1950: 30 buts & 1955: 21 buts.
- Vainqueur de la Scottish Cup (1) :
  - 1956.